# Juan Arengo
Juan Arengo (Corrientes, 5 de junio de 1996) es un baloncestista argentino que se desempeña como escolta en Minas Tênis Clube  del Novo Basquete Brasil. 

## Trayectoria
Formado en la cantera del Club de Regatas Corrientes, Arengo debutó en la Liga Nacional de Básquet en diciembre de 2011. Integró el plantel correntino que se consagró campeón de la LNB en 2013, llegando a jugar en tres encuentros de dicho certamen. Sin embargo fue recién a partir de la temporada 2014-15 que entró en la rotación del equipo profesional, como una de las fichas juveniles. 
En la temporada 2016-17 promedió 4.4 puntos y 1.2 rebotes en 13.1 minutos de juego por partido. Su aporte sirvió para que Regatas Corrientes alcanzara la serie final del campeonato, la cual terminó con una derrota correntina a manos de San Lorenzo. Su actuación fue tan convincente durante esa temporada que la prensa especializada pasó a considerarlo como una de los jugadores jóvenes con mayor progresión en el baloncesto argentino, a la par de Máximo Fjellerup, Juan Pablo Vaulet y Fernando Zurbriggen.
Arengo siguió creciendo en su juego hasta afianzarse como titular en su equipo en la temporada 2018-19.
En abril de 2021, durante el receso de la LNB, el escolta aceptó una oferta para jugar en la Liga Colombiana de Baloncesto 2021-I con la camiseta de los Hurricanes de Cundinamarca. Al finalizar el certamen, se reincorporó a Regatas Corrientes. 
En junio de 2022 volvió a dejar a Regatas Corrientes para realizar una experiencia fuera de la Argentina como ficha extranjera, pero esta vez su destino fue Venezuela, siendo incorporado a Centauros de Portuguesa de la Superliga Profesional de Baloncesto.
Tras la experiencia venezolana, Arengo retornó a su país y se alistó en Regatas Corrientes para una nueva temporada. Al concluir la misma -en la que su equipo alcanzó los playoffs-, el escolta generó sorpresa en el ambiente del básquet argentino al anunciar que se desvincularía del club en el cual jugaba hacía 12 temporadas para sumarse a Olímpico.
Tras un año con los santiagueños, Arengo dejó nuevamente la Argentina pero esta vez para jugar en el Novo Basquete Brasil como refuerzo del Minas Tênis Clube.

### Clubes
Actualizado al 25 de julio de 2024

| Club                       | País      | Año             |
| -------------------------- | --------- | --------------- |
| Regatas Corrientes         | Argentina | 2011 - 2021     |
| Hurricanes de Cundinamarca | Colombia  | 2021            |
| Regatas Corrientes         | Argentina | 2021 - 2022     |
| Centauros de Portuguesa    | Venezuela | 2022            |
| Regatas Corrientes         | Argentina | 2022 - 2023     |
| Olímpico                   | Argentina | 2023 - 2024     |
| Minas Tênis Clube          | Brasil    | 2024 - Presente |

## Selección nacional
Arengo fue miembro de los seleccionados juveniles de baloncesto de Argentina, llegando a formar parte del plantel que se consagró campeón en el Sudamericano Sub-17 de 2013. Al año siguiente disputó con el equipo nacional el Campeonato FIBA Américas Sub-18 en Colorado Springs y el Torneo Albert Schweitzer en Mannheim. 